# Dekanatamt (Ditzingen)

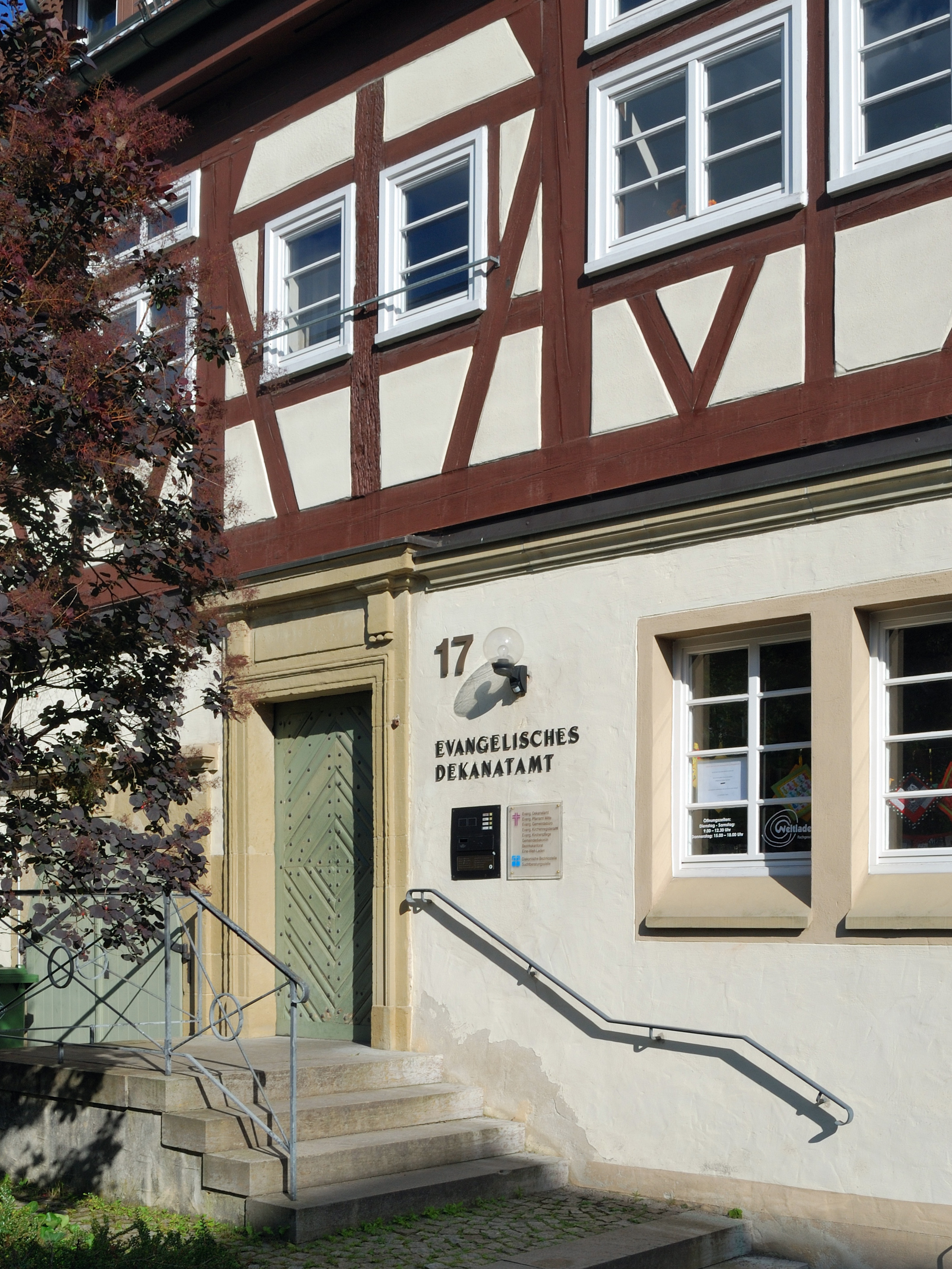
Nordseite mit klassizistischem Portal

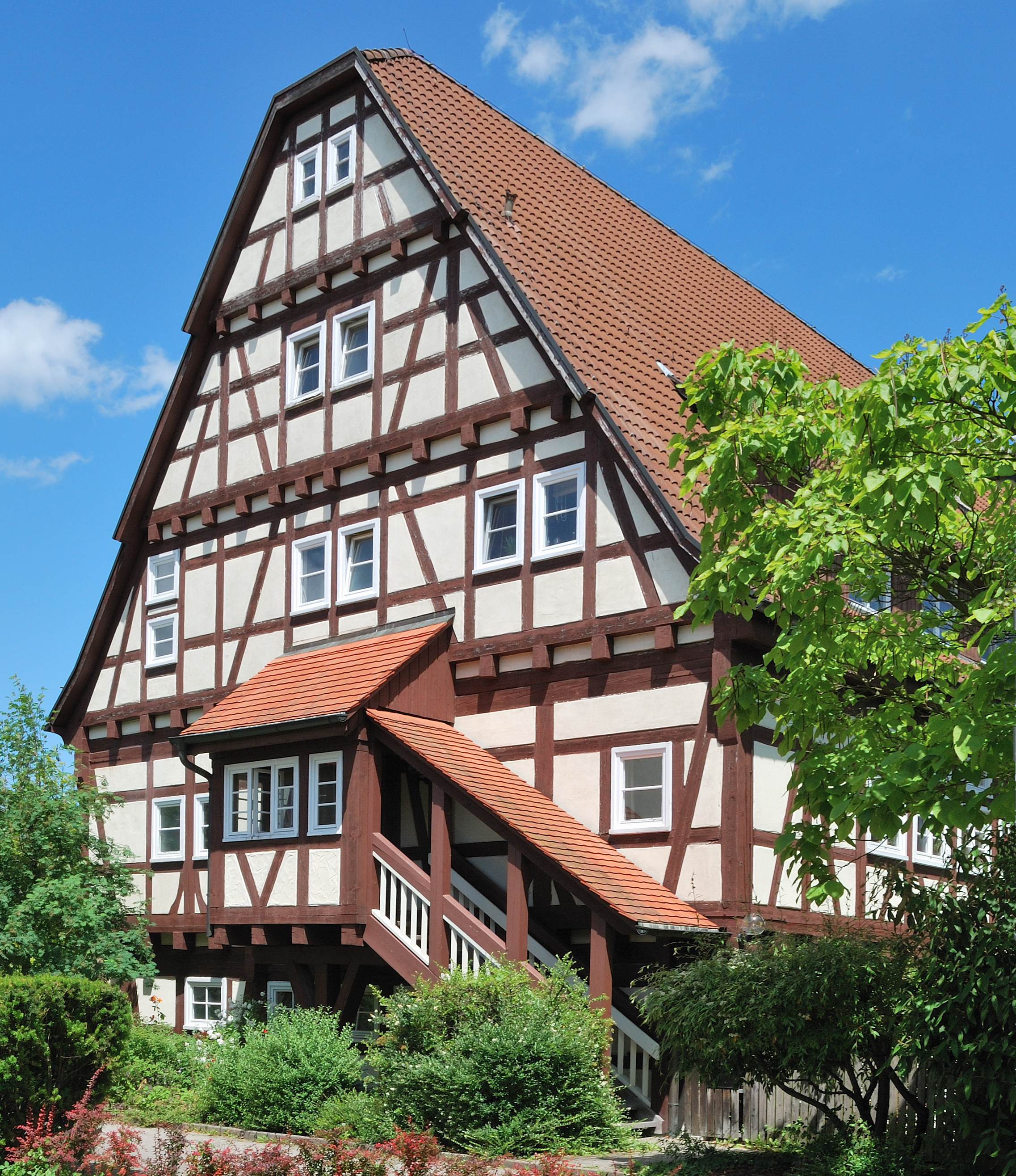
Westgiebel

Das Dekanatamt in Ditzingen ist ein historisches Fachwerkgebäude. Es steht nach § 2 DSchG BW unter Denkmalschutz.

## Geschichte
Das traufständige Fachwerkgebäude mit Krüppelwalmdach in der Mittleren Straße 17 ist Teil einer ehemaligen geschlossenen Hofanlage und inschriftlich mit 1790 bezeichnet. Teile des Hauses gehen bis in das 16. Jahrhundert zurück. Es war Sitz der Hirsauer Kastenvögte in Ditzingen, Ende des 18. Jahrhunderts wurde die Nordseite mit einer massiven Sockelwand versehen. Bemerkenswert sind die klassizistischen Türrahmungen mit dem Mühlrad als Zunftzeichen des Schlossmüllers, der damals Eigentümer des Anwesens war.
Das stark heruntergekommene Gebäude wurde 1980 bis 1981 renoviert und dient seither als Dekanatamt des evangelischen Kirchenbezirks Ditzingen. Die ursprünglich zugehörigen Wirtschaftsgebäude wurden im Zuge der Sanierung abgebrochen. An ihrer Stelle befindet sich jetzt ein Parkplatz.